# Кастель-ди-Лама
Кастель-ди-Лама (итал. Castel di Lama) — коммуна в Италии, располагается в регионе Марке, в провинции Асколи-Пичено.
Население составляет 8072 человек (2008 г.), плотность населения составляет 724 чел./км². Занимает площадь 11 км². Почтовый индекс — 63030. Телефонный код — 0736.
Покровителем коммуны почитается святой Афанасий Великий, празднование 2 мая.

## Демография
Динамика населения:

## Администрация коммуны
- Официальный сайт: